# トリスタン・ガルシア
トリスタン・ガルシア（Tristan Garcia、1981年4月5日 - ）はフランス人の小説家・哲学者である。リヨン第3大学准教授を経て、2024年から文学教授としてパリ国立高等美術学校に就任。

## 来歴
フランス南西部のトゥールーズで教師の家庭に生まれる。幼少期はアルジェリアで過ごした。ピエール・ド・フェルマ高校の文学系準備学級を終えてから、パリ高等師範学校およびパリ・ソルボンヌ大学で哲学を学ぶ。哲学者のサンドラ・ロジエのもとで博士論文「古い芸術、新しい芸術　写真の発明から今日に至る表象の諸形式（Arts anciens, arts nouveaux. Les formes de nos représentations de l'invention de la photographie à aujourd'hui）」を執筆する。
映画やテレビドラマを好み、Fémisを二回受験するも落第。それでもドキュメンタリー映画学校ヴァラン（Varan）で学んだ。
最初の小説『人間の最良の部分』は、複数の出版社に却下されてからガリマール社で刊行された。1980年代の同性愛運動におけるエイズ危機の到来を、三人の登場人物を通じて描いた作品。批評家および世間からの評価は一般的に高く、2008年のフロール賞を受賞した。2012年には演劇化されている。
2010年には二作目の小説『ジャングルの記憶』が刊行されるが、前作と異なり、批評家からの評価は芳しくなかった。同作は2012年にポンティヴィー歴史小説ビエンナーレ賞を受賞している。同年、短編集『最終的なランキングがないとき』がスポーツ文学大賞を受賞する。
2011年、PUF社から形而上学論『形式と対象』を刊行。アラン・バディウの影響を受け、バディウもまた彼を有望な若者と見ている。思弁的リアリズムの系譜に位置づけられ、カンタン・メイヤスーに影響され、グレアム・ハーマンのオブジェクト志向存在論と近い立場に立つ。
2012年4月から、PUF社のテレビドラマ叢書をジャン＝バティスト・ジャンジェーヌ・ヴィルメールと共同監修。その仕事が終わってからは、2019年以降、エドン社でバンドデシネに関する叢書「バンドデシネ・クラブ」をニコラ・テロップと共同監修している。
パートナーは哲学者で音楽家でもあるアニエス・ゲロー。

## 主な著書

### 文学
- La Meilleure Part des hommes, Paris, Éditions Gallimard, coll. « Blanche », 2008, 305 p.
  - 『男のもっともよい部分』－　パリ、1980年代、同性愛者の政治活動者たち、そこにエイズという病気が現れる。
- Mémoires de la jungle, Paris, Éditions Gallimard, coll. « Blanche », 2010, 367 p.
  - 『ジャングルの記憶』－　語り手は人間の手で育てられ、言葉を覚えたチンパンジー。乗っていた飛行船がアフリカの海岸に落ちたことにより、ほぼ人間と化していた彼は未知のジャングルでの生活を余儀なくされる。
- En l'absence de classement final, Paris, Éditions Gallimard, coll. « Blanche », 2012, 205 p.
  - 『最終的なランキングがないとき』－　スポーツで勝敗の区別がつかなくなる様々な物語の短編集。
- Le Saut de Malmö et autres nouvelles, Paris, Éditions Folio, coll. « Folio 2 », 2014, 128 p.
  - 『最終的なランキングがないとき』全30篇から9篇を選んだ作品集。
- Les Cordelettes de Browser : Roman, Paris, éditions Denoël, 2012, 288 p.
- Faber : Le Destructeur, Paris, Éditions Gallimard, coll. « Blanche », 2013, 462 p.
  - 『破壊者ファベール』－　フランスの地方の小さな町の、恐ろしいほど頭のいいファベール（ラテン語で「ものを作る人」）という子供。ただ、育つにつれ、作るのではなく、自分の周りを破壊する悪魔のような運命を辿る。十二月賞、メディシス賞、フェミナ賞候補作。
- 7, Paris, Éditions Gallimard, coll. « Blanche », 2015, 576 p.
  - 『7』－　全7編の短編小説。一見、全く異なった６つの作品が最後の７つ目の物語の中で繋がり、死・生・愛についての壮大な小説となっている。リーヴル・アンテール賞2016年受賞。
  - 高橋啓訳、河出書房新社、2025年
- La Ligne (photogr. Alexandre Guirkinger), Paris, RVB, 2016, 128 p.
- Âmes : Histoire de la souffrance, t. 1, Paris, Éditions Gallimard, coll. « Blanche », 2019, 720 p.
- Vie contre vie : Histoire de la souffrance, t. 2, Paris, Éditions Gallimard, coll. « Blanche », 2023, 704 p.

### 哲学
- L'Image, Paris, Atlande, coll. « Clefs Concours », 2007, 317 p.
- Nous, Animaux et Humains : Actualité de Jeremy Bentham, Paris, Bourin éditeur, coll. « Actualité de la philosophie », 2011, 204 p.
- Forme et objet. Un traité des choses, Paris, Presses universitaires de France, coll. « MétaphysiqueS », 2011, 464 p.
  - 『形と客体：「もの」について』（Forme et objet - Un traité des choses、2011年）－ トリスタン・ガルシアによると、「形」（forme）には、それぞれの「もの」（chose）を他のものと違うものとして定義するという役割がある。どんなものでも、存在しているか否かに関わらず、そのものの形に囲まれている。ものについて、２つの視点がある。その1つは、形に囲まれているものだけを考えて、その周りの「世界」（monde）のなかではもの同士の区別をしない。「世界」は統一した無限の広がりのようで、形がないので「もの」ではない。２つ目の視点では、ある「もの」をもう1つの「もの」の一部分として考えることである。形に囲まれているものがもっと大きい形に囲まれているものの中に含まれているという場合である。そのような「ものの中のもの」は客体（objet）という。トリスタン・ガルシアの本は、対立した前半と後半に構成されており、前半では形の視点から（formellement）「もの」と「世界」の関係を探り、後半ではものの中にある客体の視点から（objectivement）「もの」と「もう一つのもの」の関係について考える。
- Six Feet Under : Nos vies sans destin, Paris, Presses universitaires de France, 2012, 128 p.
- La vie intense : Une obsession moderne, Paris, Éditions Autrement, coll. « Les grands mots », 2016, 203 p.
  - 『激しい生：近代の強迫観念』栗脇永翔訳、人文書院、2021年。
- Nous, Paris, Éditions Grasset, coll. « Figures », 2016, 320 p.
  - 『〈私たち〉とは何か――一人称複数の哲学』関大聡・伊藤琢麻・福島亮訳、法政大学出版局、2025年。
- Tristan Garcia, « Pour une métabolisation », dans Mark Alizart, Dorian Astor, Armen Avanessian, Emanuele Coccia, Johan Faeber, Camille Louis, Pacôme Thiellement, Marion Zilio, Laurent de Sutter (dir.), Postcritique, Presses universitaires de France, coll. « Perspectives critiques », 17 avril 2019, 300 p..
- Kaléidoscope : Images et Idées, vol. 1, Paris, Éditions Léo Scheer, 2019, 500 p.
- Laisser être et rendre puissant, Presses universitaires de France, coll. « MétaphysiqueS », 2023, 432 p.